# Les Frères (film, 1977)
Pour plus de détails, voir Fiche technique et Distribution.
Les Frères (titre original : Die Brüder) est un film allemand réalisé par Wolf Gremm, sorti en 1977.
Il s'agit de l'adaptation d'une nouvelle de Septimus Dale.

## Synopsis
Quelque part dans la campagne près de Wilhelmshaven. Le médecin de campagne Rudolf Fachmin est marié en deuxièmes noces à Rachel, beaucoup plus jeune que lui. Du premier mariage, il a eu Frank, son fils déjà adulte, qui a à peu près l'âge de sa femme. Ce dernier a une liaison avec Rachel. Pour Frank, ce n'est pas seulement par désir sexuel, mais c'est aussi un acte de vengeance tardive envers le géniteur. Il accuse son père d'avoir trop vite remplacé la première femme vite abandonnée au début par une nouvelle, à savoir Rachel. Rachel a aussi un enfant, Roman. Le jeune garçon de neuf ans est tout sauf enthousiaste face à la situation générale et, poussé par l'amour maternel œdipien, tente d'assassiner le concurrent présumé Frank, en jetant un objet branché dans la baignoire. Mais au lieu de Frank, qui avait l'intention d'avoir un rapport avec Rachel dans l'eau du bain, c'est Rachel qui est électrocutée. Elle devient paralysée et doit désormais vivre en fauteuil roulant. Rudolf Fachmin a mis de côté son métier de médecin et veille jalousement sur les activités de son fils et de la deuxième épouse. Alors qu'il a gagné sa confiance, il rejette son fils Frank.
Treize ans plus tard. Rachel est proche de la mort et, pour soulager sa conscience, avoue à son fils Roman dans une lettre d'adieu qu'il est vraiment le fils de Frank et qu'il a tenté d'assassiner son propre père. Frank Fachmin, qui est depuis devenu un drogué, vit maintenant avec une nouvelle femme, Sandra. À son tour, elle tombe amoureuse de Roman, qui a mûri pour devenir un beau jeune homme. Frank découvre la liaison, roule en état d'ébriété sans permis et écrase un policier. Frank prend la fuite et a sur le dos le médecin qui lui procure les drogues et tente de le faire chanter. À Heidelberg, Frank Fachmin se suicide…

## Fiche technique
- Titre : Les Frères
- Titre original : Die Brüder
- Réalisation : Wolf Gremm assisté de Claudia Holldack
- Scénario : Wolf Gremm
- Musique : Guido et Maurizio de Angelis
- Direction artistique : Bernhard Frey, Will Kley
- Costumes : Barbara Baum
- Photographie : Jost Vacano
- Son : Gunther Kortwich
- Montage : Siegrun Jäger
- Production : Regina Ziegler
- Sociétés de production : Regina Ziegler Filmproduktion
- Société de distribution : Cinema International Corporation
- Pays d'origine :  Allemagne de l'Ouest
- Langue : allemand
- Format : Couleur - 1,66:1 - Mono - 35 mm
- Genre : Drame
- Durée : 99 minutes
- Dates de sortie :
  -  Allemagne de l'Ouest : 11 janvier 1977.

## Distribution
- Klaus Löwitsch : Frank Fachmin
- Erika Pluhar : Rachel Fachmin
- Doris Kunstmann : Sandra Fachmin
- Georges Wilson : Rudolf Fachmin
- Peter Sattmann : Roman Fachmin à 22 ans
- Christian Bzik : Roman Fachmin à neuf ans
- Peter Fitz (de) : Dr. Hoffmann
- Ignaz Kirchner : Pfleger
- Günter Meisner : Pfarrer

## Source de traduction
- (de) Cet article est partiellement ou en totalité issu de l’article de Wikipédia en allemand intitulé « Die Brüder (1976) » (voir la liste des auteurs).